# Bahnstrecke Seewald–Rotenmoos
| Streckennummer (DB): | 4534                 |                      |                      |
| Streckenlänge: | 3,20 km              |                      |                      |
| Spurweite: | 1435 mm (Normalspur) |                      |                      |
| |                      |                      |                      |
| \| \| \| von Ulm \| \| \| \| 0,00 \| Seewald (Abzw) \| Seewald (Abzw) \| \| \| \| nach Friedrichshafen \| \| \| \| \| Bundesstraße 30 \| \| \| \| \| Bundesstraße 31 \| \| \| \| \| von Friedrichshafen \| \| \| \| 3,20 \| Rotenmoos (Abzw) \| Rotenmoos (Abzw) \| \| \| \| nach Lindau \| \| |                      |                      |                      |
| Strecke |                      | von Ulm              | von Ulm              |
| ehemalige Blockstelle | 0,00                 | Seewald (Abzw)       | Seewald (Abzw)       |
| Abzweig ehemals geradeaus und nach rechts |                      | nach Friedrichshafen | nach Friedrichshafen |
| Bahnübergang (Strecke außer Betrieb) |                      | Bundesstraße 30      | Bundesstraße 30      |
| Bahnübergang (Strecke außer Betrieb) |                      | Bundesstraße 31      | Bundesstraße 31      |
| Abzweig ehemals geradeaus und von rechts |                      | von Friedrichshafen  | von Friedrichshafen  |
| ehemalige Blockstelle | 3,20                 | Rotenmoos (Abzw)     | Rotenmoos (Abzw)     |
| Strecke |                      | nach Lindau          | nach Lindau          |

Die Bahnstrecke Seewald–Rotenmoos, auch Mussolinibahn genannt, war eine eingleisige, nicht-elektrifizierte, 3,20 Kilometer lange Verbindungskurve im Stadtgebiet von Friedrichshafen, welche durch den Seewald führte und die Bahnstrecke Ulm–Friedrichshafen (Südbahn) mit der Bahnstrecke Friedrichshafen–Lindau (Bodenseegürtelbahn) verband.

## Geschichte
Die Strecke wurde am 5. Oktober 1940 eröffnet, um eine Verbindung von Ulm Richtung Innsbruck ohne Fahrtrichtungswechsel im Friedrichshafener Güterbahnhof zu ermöglichen. Sie wurde insbesondere für den militärischen Güterverkehr errichtet. Nach dem Ende des Zweiten Weltkriegs wurde der Verkehr am 10. August 1950 eingestellt. Anschließend wurde sie noch als Abstellgleis genutzt, bis sie am 1. Januar 1957 stillgelegt und anschließend vollständig abgebaut wurde.

## Streckenführung
Die Strecke zweigt direkt beim Flughafen Friedrichshafen von der aus Ulm kommenden Bahnstrecke nach links ab und verläuft an den Tennisplätzen (Straßenname: „Bei der Eselsbrücke“) vorbei über die Bundesstraße 30 und dann fast exakt nach Süden an den Siedlungen vorbei durch den Wald. Zwischen dem Gewerbegebiet und der Kreuzung der Bundesstraße 31 mit der L328a mündet die Strecke von links kurz vor der Stadtgrenze in die Strecke nach Lindau ein.
Die Trasse ist bis heute im Flächennutzungsplan der Stadt Friedrichshafen enthalten.

## Zukunft
Im Rahmen der Elektrifizierung der Relation Ulm–Lindau wird eine Wiederinbetriebnahme der Strecke diskutiert, um die Betriebsabwicklung für den Güterverkehr zu vereinfachen. Personenzüge sollen weiterhin den zentrumsnahen Friedrichshafener Stadtbahnhof anfahren. So wird sie etwa in der VDV-Maßnahmenliste genannt und zum Bundesverkehrswegeplan 2030 (BVWP) vorgeschlagen. Im BVWP-2030-Projekt ABS Ulm – Friedrichshafen – Lindau (Südbahn) wurde diese Anmeldung jedoch nicht aufgenommen.
Im Rahmen einer volkswirtschaftlichen Bewertung der Zulaufstrecken zu den Neuen Eisenbahn-Alpentransversalen in der Schweiz wurde durch die Beratergruppe Verkehr + Umwelt 2006 für eine Neuerrichtung ein Nutzen-Kosten-Faktor von 2,3 errechnet. Die Prognose geht hierbei für die Verbindungskurve Friedrichshafen von 24 Güterzüge pro Tag über diese Strecke aus, was einen Mehrverkehr von neun Zügen gegenüber der Variante ohne diese Strecke darstellt. Die Investitionskosten für diese Maßnahme wurden auf 31,7 Millionen Euro beziffert.